# Marie Therese av Frankrike

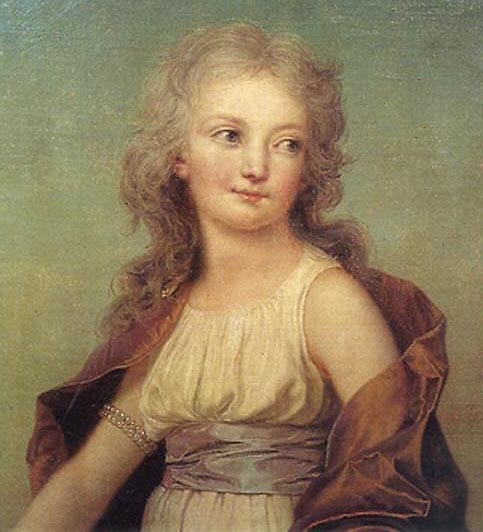
Marie Theresia Charlotte, målning av Adolf Ulrik Wertmüller.

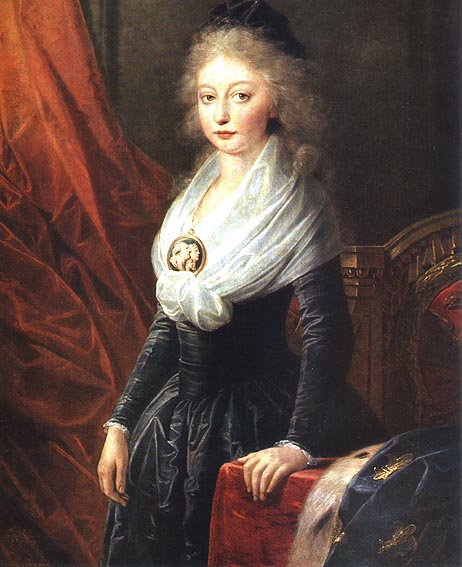
Marie Theresia Charlotte år 1795.

Marie Theresia Charlotte av Frankrike (franska 'Marie Thérèse Charlotte') född 18 december 1778 i Versailles, död 19 oktober 1851 på Schloss Frohsdorf i Lanzenkirchen i  Österrike, var en fransk prinsessa, kallad Madame Royale, och fransk kronprinsessa, den sista med titeln Dauphine. Hon var äldsta dotter till Ludvig XVI av Frankrike och Marie-Antoinette. Hon anses av vissa ha varit fransk drottning i 20 minuter år 1830, under den tid som gick mellan hennes svärfars och makes abdikation.

## Barndom
Marie Theresia föddes i slutet av året 1778. Till omgivningens besvikelse var det en flicka och därmed inte en tronarvinge som föddes. Marie-Antoinette var dock glad över barnets kön, just på grund av att hon genom detta saknade politisk betydelse. Vid hennes födelse sade modern: ”Stackars lilla flicka, du är inte vad alla önskade sig, men du är mig inte mindre kär för det. En son skulle ha varit statens egendom. Du skall vara min, du skall få min odelade omsorg, du kommer att dela all min lycka och mildra mina lidanden…”. Även fadern var mycket förtjust över sin dotter: i själva verket firades hennes födelse enligt samma ceremonier som normalt sett endast tillkom en prins. Detta tilldrog sig en del kritik, och skylldes på moderns utländska inflytande.
Som det äldsta av kungaparets barn kallades Marie Theresia Charlotte ”Madame Royale”. Hon tilldelades ett eget hov, och delade guvernant med sina syskon: först prinsessan de Guemenée, därefter Madame de Polignac, och slutligen Madame de Tourzel. Underställda dessa fanns fyra guvernanter av lägre grad, som i själva verket fick större inflytande över hennes uppfostran, så som Madame de Soucy och Madame de Mackay. Hennes religiösa och etiska uppfostran togs om hand av hennes faster, Madame Elisabeth, geografi av fadern och sömnad av modern. Hon fick en mycket övervakad barndom i Versailles, där hon dagligen förväntades delta i representation från den stund hon kunde gå: kungafamiljen gick exempelvis till mässan inför offentlig publik varenda söndag. Hon beskrevs under sin uppväxt som pliktmedveten och arrogant.
Marie-Antoinette ska ha sett till att hennes dotter inte skulle bli bortskämd eller omedveten om allt lidande i Frankrike. Vid ett tillfälle förevisades hon och hennes syskon exempelvis en rad praktfulla leksaker, som de trodde att de skulle få till julklappar: men sedan de hade fått se dem, lät deras mor packa ned dem igen och skicka tillbaka dem med budskapet, att de inte skulle få några julklappar det året, eftersom det rådde hungersnöd. Modern såg också till att Marie Thérèse gav en andel av sitt personliga underhåll till välgörenhet, och att hon arrangerade dansbjudningar för de barn som besökte Versailles (som då var öppet för allmänheten) oavsett deras börd. Som barn hade hon en lekkamrat, Ernestine de Lambriquet, som var dotter till en tjänsteflicka och adopterades av hennes föräldrar vid sin mors död 1788 och fanns vid hennes sida fram till stormningen av Tuilerierna fyra år senare. Ludvig XVI däremot, gav Marie Theresia allt hon önskade sig. Hennes relation till modern ska ha varit mer ansträngd än den till fadern.
Marie Therese blev föremål för flera äktenskapsförhandlingar under sin barndom. Det förekom spekulationer om hennes äktenskap med den blivande Gustav IV Adolf av Sverige. Hennes bror kronprinsen var bortlovad till Maria Amalia av Neapel, och diskussioner förekom att parallellt gifta bort Marie Therese med Neapels kronprins. Marie-Antoinette var dock inte villig att skicka Marie Therese till Neapel utan föredrog att behålla henne i Frankrike, och hon planerade därför att gifta bort henne med hennes kusin Ludvig Anton, hertig av Angoulême , som stod på tur i tronföljden strax efter Marie Thereses bror, och som skulle göra det möjligt för henne att stanna i Frankrike och ändå behålla sin status som prinsessa: Marie-Antoinette avvisade den enda andra kandidaten med samma förutsättningar, arvingen i huset Orléans, något som ska ha förolämpat hertigen av Orléans.

## Franska revolutionen
Marie Thérèse var det enda av kungaparets barn som nådde vuxen ålder. Under kvinnotåget till Versailles efter franska revolutionens utbrott 1789 framträdde hon med sin mor och bror på balkongen i Versailles på folkmassans begäran, och åtföljde sin familj till Tuilerierna i Paris. Hennes konfirmation året därpå, som normalt sett skulle ha blivit en offentlig högtid, ägde rum i stillhet, men uppskattas ändå ha haft propagandavärde. Hon åtföljde familjen på deras misslyckade flyktförsök till Varennes 1791. Hon fängslades liksom den övriga familjen i Templet efter stormningen av Tuilerierna 1792.
I fängelset skiljdes hon först från sin far och sin mor år 1793 och slutligen sin faster året därpå, som alla avrättades. Medan hon hade informerats om faderns död, frånhölls hon information om vad som hade hänt hennes mor och faster. Hennes bror hade på ett tidigt stadium skiljts från dem och placerats i ett annat rum i fängelset, och hon tilläts inte träffa honom.
Under rättegången mot hennes mor, förhördes både Marie Thérèse och hennes faster om huruvida det låg sanning i anklagelsen om incest mellan hennes bror, mor och faster. Marie Thérèse avrättades inte, men kvarblev i fängelset i fyra år. Det förekom diskussioner om vad som skulle göras med henne, men inga beslut fattades, huvudsakligen på grund av hennes ålder. Maximilien de Robespierre besökte henne vid ett tillfälle, men de talade inte med varandra. Marie Thérèse ska under denna tid ha vägrat att svara på tilltal och säga mer än absolut nödvändigt förrän de talade om för henne vad som hade hänt med hennes mor och hennes moster, vilket resulterade i att hon senare i livet ska ha lidit av en viss talsvårighet och fått en grov, rosslig stämma. Under sin tid i fängelset beskrivs hon som väldisciplinerad och stark.
Efter Robespierres fall 1794 fick både Marie Thérèse och hennes bror bättre behandling i fängelset. Hennes bror var då i mycket dåligt skick på grund av den vanvård han utsatts för, och ska ha avlidit året därpå. Marie Thérèse tilldelades en sällskapsdam, Renete de Chanterenne, som tränade upp hennes talförmåga igen genom att hålla lektioner för henne och låta henne läsa högt, utverkade tillstånd för henne att promenera i fängelseträdgården utanför hennes cell, och slutligen också talade om för henne att hennes mor och faster hade blivit avrättade. Hon fick också motta besök. Marie Thérèse var under denna tid en attraktion i Paris, och turister och nyfikna brukade röra sig kring fängelset för att få en skymt av henne.

## Exil
År 1795 blev Marie Thérèse utväxlad till Österrike i utbyte mot Pierre Riel de Beurnonville, Jean-Baptiste Drouet, Hugues-Bernard Maret, Armand-Gaston Camus, Nicolas-Marie Quinette och Charles-Louis Huguet de Sémonville, som då hölls fångna där, varefter hon begav sig till Wien, dit hon anlände 1796. Hennes frigivning hade åstadkommits efter press på regeringen, både från utlandet, men också för att Marie Therese tilldrog sig intresse och sympati från den franska allmänheten, och regeringen ville slippa ansvaret för henne. Både Österrike och Spanien hade erbjudit sig att ta emot henne. Neapels drottning Maria Karolina av Österrike erbjöd sig att ta ansvaret för henne från Österrike, och hennes farbror, "Ludvig XVIII", krävde att få vårdnaden om henne från Österrike så snart hon lämnat franskt territorium. Under resan var hon därför utsatt för kidnappningsförsök från flera utländska agenter. Marie Therese själv ska ha föredragit att bosätta sig hos sin fars fastar i Rom, då hon ansåg att hennes mors familj hade svikit modern.

### Österrike
Marie Therese lämnade Temple i Paris 19 december 1795, och nådde gränsen mellan Frankrike och Schweiz sju dagar senare. Hon färdades inkognito, men igenkändes i själva verket längs vägen och tilldrog sig uppmärksamhet. Hon eskorterades av sin före detta guvernant madame de Soucy, sin personliga vakt från fängelset, Gomin, och en ämbetsinnehavare från fängelset, Méchin. Då de nådde fram till platsen där överlämnandet skulle ske, villa Reben vid gränsen inte långt från Basel, överlämnades hon av politikern Bacher till Österrikes representanter prins de Gavre och minister Degelmann. Hon anlände slutligen till Wien 9 januari 1796.
Sedan hon lämnat fängelset hade Marie Therese uppnått en ikonstatus i Europa: hennes öde som den enda överlevande av sin familj ansågs tragiskt, och hon gavs en slags helgonliknande status som martyr och som den enda kvarvarande av De Föräldralösa i Temple eller Föräldralösa Överlevaren från Temple. I Österrike omgavs hon av så mycket nyfikenhet av allmänheten att hon ska ha lagt sig till med vanan att gå snabbt för att undslippa uppmärksamheten, och hon blev under denna tid föremål för en omfattande samtida mytbildning.
Hennes kusin, kejsar Frans II, planerade att arrangera ett äktenskap mellan Marie Therese och hans bror ärkehertig Karl. Planen var att Karl därefter skulle få dela den franska tronen med Marie Therese när monarkin återinfördes i Frankrike. Marie Therese förväntades vara tacksam och hämndgirig och förväntades samarbeta. Vid hennes ankomst presenterades hon med ett dokument där hon hävdade sin arvsrätt till flera delar av Frankrike; Burgund, Bretagne, Lothringen, Alsace och Franche-Comté. Hon vägrade att skriva under och visade sig också ovillig att gå med på äktenskapet med Karl.
Marie Therese klädde sig i stället i sorgklädsel och tog genast kontakt med sin farbror, titulärkungen Ludvig XVIII av Frankrike. Hon förklarade att hennes plikt och trohet gällde hennes farbror och kung och att hon var fast besluten att följa dennes önskan och gifta sig med Ludvigs brorson och sin egen kusin, Ludvig Anton, hertig av Angoulême, som skulle vara fransk tronföljare då monarkin återupprättades. Hon vägrade dock att lämna Österrike förrän hon hade fått ut sin mors arv från sin kusin kejsaren. Hon beskrivs som plikttrogen och viljestark. Liksom den övriga kejsarfamiljen evakuerades hon till Prag under kriget 1797.
Hennes farbror Ludvig utverkade påvens tillstånd för hennes äktenskap med Angoulême, övertalade Spaniens och Rysslands monarker att sätta press på kejsaren och, då han misslyckades med att få kejsaren att betala ut hennes morsarv, fick Spaniens kung att ge henne ett underhåll och Rysslands tsar att förse det franska exilhovet med ett residens på Jelgava slott i Mitau i ryska Kurland. 1798 gav kejsar Frans upp hoppet om att få henne att gå med på hans planer, och våren 1799 färdades Marie Therese från Wien via Brno, Kraków, Opatow och Terespol till Mitau. Vid mötet med Ludvig ska hon ha kastat sig framför hans fötter och gråtande ha bett honom bli hennes far.

### Ryssland och Polen
På Ludvigs begäran gifte hon sig 10 juni 1799 på Jelgava slott i Mitau med Ludvigs brorson och sin egen kusin, Ludvig Anton, hertig av Angoulême, som skulle vara fransk tronföljare då monarkin återupprättades. Äktenskapet var barnlöst. Rykten pekade ut Angoulême som homosexuell eller medicinskt oförmögen, andra att Marie Therese hade blivit steril efter att ha förgiftats i fängelset. I Mitau höll Ludvig hov enligt den gamla etiketten från l'ancien regime i Versailles med ett hov på 180 exilrojalister, och eftersom Ludvig levde separerad från sin maka, fick Marie Therese spela rollen av första dam. Hon fick ett eget hov inkluderande bland andra Madame de Serent och Henriette de Choisy d'Agoult, som båda skulle vara hennes hovdamer resten av livet, och hon återförenades även med sin förra guvernant Madame de Tourzel. Hon beskrivs under denna tid som deprimerad.
I januari 1801 utvisades exilhovet från Ryssland. De tvingades ge sig av omedelbart, och färden över de snöiga slätterna i Litauen till Memel var mycket besvärlig, eftersom de tvingades gå till fots för att låta hästarna vila och medlemmar av hovet fick dra vagnarna, medan Marie Therese, som vägrat acceptera tsarens personliga inbjudan för henne att stanna, fick stödja den överviktiga Ludvig. Denna incident blev omtalad på sin tid, och på grund av hennes trohet gav Ludvig henne namnet Den nya Antigone, ett namn som ingick i den samtida mytbildningen kring hennes ikonstatus. Tryck av henne gående i snön blev så populära i Frankrike att de förbjöds av Napoleon, och Ludvig utnyttjade denna idolisering av propagandaskäl.
Napoleon gav Preussens kung tillstånd att låta Ludvig bosätta sig i det då preussiska Warszawa under namnet greve de l'Isle, medan Marie Therese antog titeln markisinnan de la Meilleraye, och hovet slog sig ned i Vassiliovitjhuset i Warszawa. Familjen blev populär bland den polska adeln i Warszawa, eftersom Ludvig var sonson till en polsk prinsessa, och en mängd exilrojalister samlades i staden understödda av framför allt Marie Thereses välgörenhet. Hon gjorde sig också till en offentlig person genom att göra uppmärksammade besök på sjukhus och hos fattiga.
Familjen fick vid denna tid fortfarande underhåll från monarkerna i Spanien, Ryssland och Österrike - det sistnämnda fallet utbetalningar av Marie Thereses morsarv - och även om de officiellt levde anonymt enligt Napoleons diktat, levde de enligt hovetikett innanför hemmets dörrar. I april 1804 förklarade sig Napoleon för kejsare, och Marie Therese kallade honom därefter för kriminell. Hon lämnades kvar i Polen medan Ludvig och hennes make sammanträdde med de övriga Bourbonska prinsarna i Kalmar i Sverige.
I april 1805 bosatte sig Marie Therese återigen i Mitau med sin farbror och make, sedan den ryske tsaren återigen gett dem asyl. De levde nu enbart på ett reducerat bidrag från tsaren, kunde inte finansiera ett hov utan bodde i ett enkelt hus snarare än på Jelgava slott, och på grund av ekonomin fick nu även Ludvigs maka bo med dem. Efter freden mellan Ryssland och Napoleon 1807 tvingades familjen lämna ryskt territorium. I juli reste Ludvig och Angoulême till Sverige, där de tackade nej till asyl, och vidare till Storbritannien. Efter att ha fått asyl där återvände Angoulême för att hämta Marie Therese och Ludvigs maka.

### Storbritannien
Våren 1808 anlände Marie Therese till Storbritannien, där familjen efter en vistelse som gäster hos markisen av Buckingham på Gosfield Hall bosatte sig på herrgården Hartwell House i Buckinghamshire utanför London. I England blev familjen centrum för en stor koloni franska exilrojalister, och omkring 200 emigranter ska ha bosatt sig i och omkring Hartwell House. Ludvig gav dagliga audienser och besökte franska kyrkan i London, där en tron fanns för honom vid altaret. Marie Therese spelade rollen som första dam vid lunch och middagar och höll mottagning i sin egen salong efter middagen. Livet på Hartwell beskrivs dock inte som ett hovliv utan som sällskapslivet på ett engelskt lantgods, och Marie Therese odlade blommor och grönsaker, red och besökte franska emigranter.
Av propagandaskäl utnyttjade Ludvig Marie Thereses martyrstatus och understödde bilden av henne genom att framställa henne som tillbakadragen från sällskapslivet. I själva verket deltog Marie Therese ofta i societetslivet i London och besökte även nöjeslivet i Bath, och beskrivs under denna tid som glad och nöjeslysten. Hon blev personlig vän med den brittiska tronföljaren, den blivande Georg IV, som levde frånskild och ofta lät henne agera värdinna på hans fester och baler, och när han blev prinsregent 1811 lät han bevilja de franska exilprinsarna permanent uppehållstillstånd och generösa underhåll. Marie Therese blev gravid för första gången våren 1813, men genomgick ett missfall strax därpå.

## Den bourbonska restaurationen
I Storbritannien gav prinsregenten sitt stöd till en återinstallation av dynastin Bourbon i Frankrike efter Napoleons fall från makten. Den 20 april 1814 gjorde den blivande Ludvig XVIII ett officiellt intåg i London med prinsregenten och Marie Thérèse vid sin sida, följt av ett offentligt firande. Några dagar därefter anlände Marie Thérèse med Ludvig och ett litet följe till Frankrike och reste via Calais och Amiens till slottet i Compiègne , där de välkomnades av bland andra Talleyrand, som underlättat för deras återkomst. Den 3 maj gjorde satt Marie Therese klädd i vitt broderad med silverlöv, som en symbol för den Bourbonska flaggan, vid Ludvigs sida under deras officiella intåg i Paris fram till en offentlig tacksägelse i Notre Dame. Detta följdes av trupprevyer framför Tuilerierna dagen därpå, när de framträdde på balkongen tillsammans med Österrikes, Rysslands och Preussens monarker. Marie Thérèse betraktades som en sevärdhet på grund av sin ikonstatus, men hon gjorde ett dåligt intryck då hon verkade stel och sorgsen. Hon ska ha kollapsat såväl i Notre Dame såväl som vid ankomsten till Tuilerierna.
Marie Thérèse åtnjöt genom sin ikonstatus medlidande som Överlevaren från Temple, och Ludvig XVIII använde henne som en tillgång för sin propaganda. Hon hyllades av bland andra Sainte-Beuve, Chateaubriand och Lamartine som ett ideal av värdighet, lojalitet och ståndaktighet. Den 17 maj framträdde kungen vid hennes sida på operan, och då en replik om omtanke och vård sjöngs i pjäsen, räckte Ludvig henne sin hand att kyssa, något som blev en propagandaframgång och orsakade glädjehyllningar bland publiken. Han uttalade offentligt att han skulle ha gett henne sin krona om den bestod av rosor, men behöll den endast därför att den bestod av törnen.

### De hundra dagarna
Vid Napoleons återkomst till makten under de hundra dagarna i mars 1815, befann sig Marie Thérèse och hennes make i Bordeaux under en rundtur i Frankrike. När nyheten anlände om att Napoleon hade rymt från Elba och återvänt till Frankrike, tog hennes make befälet över en försvarstrupp i Nimes, medan Marie Thérèse kvarblev i Bordeaux. Den 20 mars hade Napoleon återtagit makten i Paris, och hennes farbror flytt utomlands. Hon tog då kontrollen över trupperna i staden, och inspekterade dem varje morgon med ett tal där hon påminde dem om deras plikt mot kungen. Bordeaux var snart den enda del av Frankrike som inte återtagits av Napoleon, och staden belägrades snart av Napoleons trupper under general Bernard Clauzel.
Clauzel förklarade i Napoleons namn att han kunde tåga in i staden i vilket ögonblick han ville, och att det enda som hindrade honom var Napoleons önskan att låta Marie Therese ge sig av när hon önskade. Hon svarade att hon tänkte visa honom hur man tjänade kungen. Därefter talade hon till barack efter barack av soldater eskorterad av sin livvakt från nationalgardet, och bad dem att bevisa sin lojalitet. Stadens soldater gick med på att försvara henne, men vägrade att utlösa ett inbördeskrig genom att slåss mot Napoleon. Hon såg sig då tvungen att ge upp, och skickade ett bud till Clauzel där hon bad honom att fördröja sitt intåg till efter hennes avfärd. Dagen därpå inspekterade hon de återstående trupperna inför stadens befolkning under Bourbons flagga på ena sidan Garonne, medan Clauzel stod med sin armé på den andra, redo att skjuta. Under sitt tal bad hon stadens befolkning om de gick med på att lyda henne. Då hon fick ett jakande svar, befriade hon dem från deras löfte och bad dem att upphöra med allt motstånd för sin egen säkerhets skull. Hon lämnade sedan staden under jubel medan hon slängde ut plymer och rosetter från sin hatt till folkmassan, och seglade till Spanien via hamnen Pauillac på det brittiska skeppet Wanderer. Vid sitt intåg i Bordeaux meddelade Clauzel att det var Marie Thérèse som hade räddat befolkningens liv, för han hade stått beredd att skjuta. Napoleon lär ha sagt om henne: Denna hertiginna är familjen Bourbons enda karl.
Marie Thérèse seglade först till Spanien, där hon fick asyl men nekades militär hjälp, och anlände 21 april till England, där hon startade en kampanj mot Napoleon. Hon uppmanade hertigen av Bourbon att starta en revolt i det reaktionärt lojala Vendée och bad den engelska prinsregenten om militärt bistånd. Efter Napoleons slutliga nederlag vid Waterloo kunde Ludvig XVIII återvända den 8 juli. Marie Therese återvände till Paris 27 juli, och gjorde i augusti ett triumftåg i Bordeaux vid makens sida, där han red medan hon färdades i en vagn, vars hästar spändes från av innevånarna, som sedan själva drog henne: staden designade därefter en flagga med en blandning av Bourbons vita mot det gröna som tillhörde Angoulémes livré. Scenerna upprepades i Toulouse , innan hon återvände till Paris i september.

### Politisk roll
Efter Napoleons slutgiltiga fall utbröt den så kallade La Terreur Blanche eller Den Vita Terrorn, när Ludvig XVIII bestraffade de som hade bytt sida under Napoleons återkomst till makten. Marie Therese spelade en viktig roll under denna terror, och tog del i utformningen av den nya regeringen. Hon medverkade till att Joseph Fouché och de Talleyrand förlorade sina ministerposter, och efter ett sammanträffande med tsaren belönade hon denne för hans bistånd genom att ge hans favorit hertigen av Richelieu en ministerpost. Hon lät bannlysa alla bonapartister från hovet och övertalade även Ludvig att landsförvisa hertigen av Orléans. Under bestraffningen av bonapartisterna vägrade hon ingripa till förmån för marskalk Ney och hertig de la Valette, trots deras makors ansökan, något som orsakade förvåning och gav henne öknamnet Madame Rancune eller Fru Hätsk.
Marie Thérèse spelade en viktig roll när Ludvig XVIII som en del i sin försoningspolitik arrangerade offentliga tacksägelseceremonier till ära för hennes döda familj, och hon deltog därefter regelbundet vid offentliga jubileer av sina föräldrars död den 21 januari och 16 oktober varje år. År 1815 övervakade hon återbegravningen av sin föräldrar. En annan del av denna politik var att säkerställa att hennes bror verkligen hade dött i fängelset. Ludvig XVIII lät publicera hennes memoarer för detta syfte, något som blev en succé, men hon tvingades också delta i ständigt återkommande förhör med de många män som under årens lopp sökte upp henne och påstod sig vara hennes bror. Dessa incidenter ska ha plågat henne, men hon ska ha haft svårt att säga nej. Vid åtminstone ett tillfälle, under den långdragna utredningen kring bedragaren Mathurin Bruneau 1815-18, ska hon också själv ha tvivlat och frågat sig om hennes bror fortfarande fanns i livet.   
Marie Thérèse präglades av det förflutna. Hennes samarbete med Ludvig XVIII var inte friktionsfritt, eftersom Ludvig riktade in sig på försoning och kompromisser, medan Marie Thérèse beskrivs som reaktionär och oförlåtande mot alla som bar ansvar för den revolutionära eller napoleonska regimen. Ludvig fick stöd av hennes make, medan hon i sin linje fick stöd av sin svärfar kronprinsen. Konflikterna mellan dem kunde resultera i att Marie Thérèse, som uppfattade absolut monarki som Guds vilja, kunde kollapsa och under tårar bönfalla kungen att rätta sin politik i reaktionär riktning. I februari 1820 förenade hon sig med sin svärfar i försöken att övertala Ludvig XVIII att avskeda minister Decazes: deras kampanj lyckades då Marie Therese den 18 februari föll på knä inför kungen och hotade att lämna Paris, något kungen uppfattade som ett underförstått hot om att mana till uppror i det rojalistiska sydväst.

### Offentlig roll
Som Frankrikes första dam fick hon åta sig mycket representation. Ludvig XVIII hade upprättat sitt hov i Tuilerierna i Paris för att undvika de associationer Versailles väckte, något som plågade Marie Thérèse på grund av dess minnen. Om sommaren bodde hovet som regel på slottet i Saint Cloud. Hon skötte hovet, som enbart bestod av förrevolutionär adel, enligt direktiven av sin etikettsexpert Abraham, för att efterlikna sederna i Versailles före revolutionen. Marie Thérèse beskrivs som värdig, sorgsen, och strikt religiös. Förutom vid galatillfällen föredrog hon för sin och sina hovdamers del enkla vita klänningar med slöja, något som enligt fransk sed påminde om sorgklädsel. Hon var populär bland allmänheten genom sin ikonstatus, men inte bland societeten i Paris. Hon besökte ofta andra orter i Frankrike, besökte sjukhus, barnhem och fabriker, invigde minnesmärken och ägnade sig åt välgörenhet, bland annat gav hon stora bidrag till de fd landsflyktiga exilrojalisterna.
Marie Thérèse framträdde med den nyfödde tronarvingen, sin svägerska Marie Carolines son Henrik av Bordeaux i famnen på balkongen i Tuilerierna 1820 för att visa upp denne för allmänheten efter dess födelse. Under årsskiftet 1820-21 troddes Marie Thérèse allmänt vara gravid, men graviditeten visade sig vara ett falskt alarm, förorsakat av de första tecknen på klimakteriet. Hon blev dock en engagerad fostermor till sin svägerska Marie Carolines barn, Henrik och Louise, som tillbringade somrarna hos henne på hennes lantslott Villeneuve-l'Étang.

### Kronprinsessa
År 1824 besteg hennes svärfar Karl X av Frankrike tronen, och hon blev därmed Frankrikes kronprinsessa med titeln Dauphine. Hennes samarbete med Karl X var betydligt bättre än det med Ludvig XVIII, då Karl delade hennes reaktionära åsikter. Däremot ska hon ha irriterats av sin makes passivitet och sin svägerska Marie Carolines lättsinne. Sommaren 1829 motsatte hon sig dock trots sina reaktionära åsikter utnämningen av den reaktionäre och impopuläre Jules de Polignac till minister. Under en resa i landet samma höst hånades hon av allmänheten i Nancy sedan hon reagerat kraftigt då hon passerat Varennes-en-Argonne , den plats där hon och hennes familj hade arresterats under revolutionen, tidigare under resan.

### Julirevolutionen
När hon i juli 1830 gav sig av på en resa till Vichy, bad hon sin svärfar att inte företa några viktiga politiska beslut i hennes frånvaro. Under sin återfärd fick hon veta att Karl X under hennes frånvaro hade gett efter för Polignac och avskaffat parlamentarismen. Hon stannade i Tonnere på vägen 30 juli då hon fick höra att julirevolutionen hade brutit ut i Paris, och färdades utklädd till piga mot slottet i Saint Cloud, där kungafamiljen befann sig. Dagen därpå flydde kungafamiljen till Versailles och slutligen till slottet Rambouillet, där Marie Thérèse efter ett snabbt stopp vid Fontainebleau återförenades med dem dagen därefter. Under tiden förenades Ludvig Filip, hertigen av Orleáns, med nationalgardets ledare Lafayette inför allmänhetens bifall i Paris.
Den 2 augusti 1830 abdikerade Karl X på slottet Rambouillet: 20 minuter senare avsade sig även hennes man Ludvig Anton sina anspråk, och vissa anser att maken var monark under dessa 20 minuter mellan faderns och hans egen namnunderskrift, vilket enligt vissa rent tekniskt gör Marie till drottning under dessa 20 minuter 1830. I samtida legitimisters ögon var dock såväl hennes svärfars som makes abdikationsunderskrifter ogiltiga. Efter undertecknandet av abdikationsdokumenten lämnade sällskapet slottet då de fick höra att trupper var på väg dit från Paris. 
Karl X och Ludvig Anton abdikerade till förmån för den tio år gamla hertig Henrik av Bordeaux, men Ludvig Filip utelämnade den saken vid uppläsningen av dokumentet inför parlamentet i Paris, och blev därefter vald till monark av anhängarna av den konstitutionella monarkin i Paris. Strax därefter nådde den före detta kungafamiljen fram till Cherbourg , där amerikanska skepp ditkommenderade av Ludvig Filip förde dem till England.

## Senare liv
I England accepterades deras ansökan om asyl på villkor att de levde inkognito, och Karl X antog då namnet greven av Ponthieu medan Marie Therese och hennes make kallade sig greven och grevinnan de Marnes, hennes svägerska för grevinnan de Rosy och dennas son för greven av Chambord. Familjen hade inga finansiella problem eftersom redan Ludvig XVIII hade förvarat kapital utomlands i händelse av exil, och Marie Therese lyckades sälja ett av sina slott strax före avresan. Efter att en tid ha hyrt slottet Lulworth Castle i Dorset, bosatte sig sällskapet i Edinburgh , där Marie Thereses svärfar bodde i Holyrood Palace medan hon själv, hennes make och hennes svägerskas barn bodde i ett hus bredvid.
År 1831 hade Marie Thereses svägerska, Maria Caroline, fått den fd Karl X att utnämna henne till regent för sin son Henriks förmyndarregering, i det fall Henrik uppsattes på tronen före sin myndighetsdag. 1832 gjorde Maria Caroline ett kuppförsök i Frankrike, där hon försökte utlösa ett uppror till förmån för sin son med sig själv som förmyndarregent. Hon misslyckades och fängslades i Frankrike. Familjen hade inte varit medveten om hennes planer och stödde dem inte när de fick reda på vad hon hade gjort. I stället tog Karl X avstånd från Maria Caroline, uteslöt henne ur familjen och förklarade Marie Therese som Frankrikes regent i en eventuell förmyndarregering för Henrik. Marie Therese ägnade sig åt att sköta om sin åldrande svärfar och uppfostra sin svägerskas barn, Henrik och Louise. Marie Therese ska ha övertalats av legitimisterna att inte stödja sin make som kandidat till tronen, eftersom han inte skulle få något stöd, utan snarare Henrik.
I september 1832 lämnade Marie Therese England med svägerskas dotter, Louise av Berry, och gjorde sin svärfar, make och Henrik av Chambord sällskap i Prag, där de på den österrikiska kejsarens tillstånd levde under de följande fyra åren. 1836 bosatte sig familjen på det medeltida slottet Castello di Strassoldo i Gorizia, där Karl X avled samma år. I legitimisternas ögon var Ludvig Anton, hertig av Angoulême, och Marie Therese nu "kung Ludvig XIX och drottning Marie Therese av Frankrike". Paret umgicks med den lokala adeln, som behandlade dem som ett kungapar och uppförde sig enligt hovetiketten, så som att resa sig upp så fort de kom in i ett rum. Familjen umgicks tidvis med det österrikiska kejsarhuset, och närvarade exempelvis vid bröllopet mellan Maria Theresa av Österrike och kungen av Neapel 1837.
Efter makens död 1844 bodde hon på slottet Frohsdorf vid Wiener-Neustadt utanför Wien hos sin nevö, legitimisternas tronföljare Henrik V av Frankrike. Hon arrangerade äktenskapet mellan sin fosterdotter Louise av Berry med Karl III av Parma 1845, och mellan sin fosterson "Henrik V" och den förmögna Marie Therese av Modena 1846, inget av dem något kärleksäktenskap. 1846 försonades hon också med Henriks mor, Maria Caroline.
Marie Therese dog i lunginflammation. På sin gravsten kallas hon änkedrottning av Frankrike.

## Memoarer
Marie Therese har efterlämnat Mémoire écrit par Marie Thérèse Charlotte de France sur la captivité de ses parents (utgiven 1892) och Journal de la duchesse d'Angoulême 5 okt 1789 - 2 sept 1792) (utgiven 1893).